# Burckella obovata
Burckella obovata là một loài thực vật có hoa trong họ Hồng xiêm. Loài này được (G.Forst.) Pierre mô tả khoa học đầu tiên năm 1890.